# 顧壽椿
顧壽椿（?—?），陝西省西安府咸寧縣人，清朝政治人物、進士出身。
光緒二十一年（1895年），参加光緒乙未科殿試，登進士二甲81名。同年五月，以主事分部学习。